# 아이들 보이
《아이들 보이》는 최남선의 주재로 1913년 9월에 창간한 아동잡지이다. 언문일치 운동의 선구적 구실을 했으며, 내용은 옛날 이야기·전설·이솝 우화·웃음거리 등으로 되어 있다.